# ひこね丼
ひこね丼（ひこねどん）は、滋賀県彦根市のご当地グルメ。近江米と地産地消となる食材を用いた丼物である。

## 概要
彦根市市制75周年記念事業として地元で食され、観光客にも喜ばれるご当地グルメを創出することを目的に「ひこね丼実行委員会」が組織された。2011年7月にレシピが公募され、「ご当地グルメ『ひこね丼』選手権」が開催され、10作品が認定された。
2012年1月14日にはひこにゃんをナビゲーターとした「ひこね丼祭り」が開催され、ひこね丼のお披露目が行われた。

## 募集要項
旧・彦根藩の藩主・井伊家の「井」は旗印として彦根市にはなじみ深いものである。その「井」にワンポイントを加えると「丼」になるため、彦根市内の飲食店で提供できるような丼物のレシピが公募された。
ここで言う「どんぶり」とは「飯とおかずが一緒の器に入ったもの」の意で、使用する素材は近江米と地産地消となる彦根市内や周辺地域の食材‐一例として近江牛、湖魚、赤こんにゃく、川エビや市内で取れた野菜など‐で作り、販売価格は700円以内を想定とする。

## ひこね丼
応募総数204件の中から、2011年9月27日に一次選考として10作品が選定され、同年11月22日の二次選考で、優秀賞3作が選定された。

### ひことろ丼
本節の出典
ひことろ丼は通称で、正式名称はひこね縁結び丼と言う。レシピ考案者は川口早織。
近江牛のスジ肉煮込みと糸こんにゃく状の赤こんにゃくを用い、温泉卵をトッピングした丼。
赤こんにゃくの糸こんにゃくを運命の赤い糸に見立てていることから「縁結び」の名がついている。

### ひこね赤鬼丼
本節の出典
ひこね赤鬼（ひこねせっきどん、ひこねあかおにどん）のレシピ考案者は松本和男。
近江牛のスジ肉を味噌ダレで和え、こんにゃくカツと共に乗せた丼。
井伊直政と井伊の赤備えをイメージしている。

### ひこねの赤どん
本節の出典
ひこねの赤どん（ひこねのあかどん）のレシピ考案者は竹井雅樹。
近江牛のスジ肉、赤こんにゃく、丁字麩を用いた丼。
井伊の赤備えをイメージしている。

### その他
優秀賞以外の入賞7作品。
- ひこね天下丼（てんかどん） - 牛カツと赤こんにゃく、野菜の丼。
- ひこまぶしどん - 琵琶湖産シジミ、赤こんにゃくを用いたチヂミを具にした丼。
- 彦根城丼（ひこねじょうどん） - 牛しぐれで作った焼きおにぎりに塩焼きのしゃも、刻んだ大葉、ミョウガ、ミツバ、青ねぎを乗せ、茶漬けにして小鮎を散らす。
- ひこねイイ（井伊）丼 - 牛肉、丁字麩、細切りの赤こんにゃくをすき焼き風に似て具にした丼。
- ひこ天丼（てんどん） - 川エビ、永源寺舞茸などを使ったかき揚げ丼。
- ひこね城（じょう）どんぶり - 鯉を用いた丼、
- ひこねちらし丼 - 燻製にしたビワマスをシジミとタケノコの炊き込みご飯に乗せた丼。